# Болтон (Вермонт)
Болтон (англ. Bolton) — місто (англ. town) в США, в окрузі Читтенден штату Вермонт. Населення — 1301 особа (2020).

## Демографія
Згідно з переписом 2010 року, у місті мешкали 1182 особи в 487 домогосподарствах у складі 327 родин. Було 602 помешкання
Расовий склад населення:
| - 97,0 % — білих - 0,4 % — корінних американців - 0,4 % — чорних або афроамериканців - 0,3 % — азіатів - 0,1 % — вихідців з тихоокеанських островів |

До двох чи більше рас належало 1,4 %. Частка іспаномовних становила 0,9 % від усіх жителів.
За віковим діапазоном населення розподілялося таким чином: 21,9 % — особи молодші 18 років, 71,9 % — особи у віці 18—64 років, 6,2 % — особи у віці 65 років та старші. Медіана віку мешканця становила 38,0 року. На 100 осіб жіночої статі у місті припадало 109,2 чоловіків;  на 100 жінок у віці від 18 років та старших — 107,4 чоловіків також старших 18 років.
Середній дохід на одне домашнє господарство  становив 82 393 долари США (медіана — 72 679), а середній дохід на одну сім'ю — 97 041 долар (медіана — 88 125). Медіана доходів становила 47 688 доларів для чоловіків та 44 643 долари для жінок. За межею бідності перебувало 2,4 % осіб, у тому числі 0,0 % дітей у віці до 18 років та 3,4 % осіб у віці 65 років та старших.
Цивільне працевлаштоване населення становило 880 осіб. Основні галузі зайнятості: освіта, охорона здоров'я та соціальна допомога — 25,8 %, науковці, спеціалісти, менеджери — 10,6 %, мистецтво, розваги та відпочинок — 10,5 %.